# Pungu maclareni
Espèce
Statut de conservation UICN

 CR B1ab(iii)+2ab(iii) : 
En danger critique
Pungu maclareni est une espèce de poissons de la famille des Cichlidae endémique du lac Barombi Mbo dans l'ouest du Cameroun.